# Pineda Trasmonte
Pineda Trasmonte település Spanyolországban, Burgos tartományban. Pineda Trasmonte Pinilla Trasmonte, Bahabón de Esgueva, Fontioso, Lerma, Solarana, Cilleruelo de Arriba, Quintanilla del Agua y Tordueles és Puentedura községekkel határos. Lakosainak száma 98 fő (2024).

## Népesség
A település népessége az utóbbi években az alábbiak szerint változott:
| Lakosok száma | 186  | 161  | 151  | 146  | 142  | 133  | 114  | 113  | 117  | 98   |
|               | 2001 | 2004 | 2006 | 2009 | 2011 | 2014 | 2016 | 2019 | 2021 | 2024 |